# M80 (Mashreq)
De M80 is een primaire oost-westroute in het Internationaal wegennetwerk van de Arabische Mashreq, die de steden Manama en Jeddah met elkaar verbindt. De weg begint in Manama en loopt daarna via Dammam, Riyad en Mekka naar Jeddah. Daarbij voert de weg door twee landen, namelijk Bahrein en Saoedi-Arabië.

## Nationale wegnummers
De M80 loopt over de volgende nationale wegnummers, van oost naar west:
| Nummer        | Tracé                  |
| Bahrein       | Bahrein                |
| ------------- | ---------------------- |
| -             | Manama - Saoedi-Arabië |
| Saoedi-Arabië |                        |
| 40            | Bahrein - Jeddah       |

M5 · 
M7 · 
M9 · 
M10 · 
M15 · 
M20 · 
M25 · 
M30 · 
M35 · 
M40 · 
M45 · 
M47 · 
M50 · 
M51 · 
M55 · 
M60 · 
M65 · 
M67 · 
M70 · 
M75 · 
M80 · 
M90 · 
M100